# آرتور کرومپتون
آرتور کرومپتون (انگلیسی: Arthur Crompton؛ ۹ ژانویه ۱۹۰۳ – ۱۹۸۷ (۸۳−۸۴ سال)) بازیکن فوتبال اهل بریتانیا بود.
از باشگاه‌هایی که در آن بازی کرده‌است می‌توان به باشگاه فوتبال کریستال پالاس، باشگاه فوتبال ترانمره راورز، باشگاه فوتبال تاتنهام هاتسپر، باشگاه فوتبال ساوتند یونایتد، باشگاه فوتبال برنتفورد، و باشگاه فوتبال نورتویچ ویکتوریا اشاره کرد.